# (1726) Hoffmeister
(1726) Hoffmeister – planetoida z pasa głównego asteroid okrążająca Słońce w ciągu 4 lat i 240 dni w średniej odległości 2,79 au. Została odkryta 24 lipca 1933 roku w Landessternwarte Heidelberg-Königstuhl w Heidelbergu przez Karla Reinmutha. Nazwa planetoidy pochodzi od Cuno Hoffmeistera (1892–1968), niemieckiego astronoma. Przed nadaniem nazwy planetoida nosiła oznaczenie tymczasowe (1726) 1933 OE.